# آندری آرشاوین
آندری آرشاوین (به روسی: Андрей Сергеевич Аршавин) (زادهٔ ۲۹ مه ۱۹۸۱) همچنین ملقب است به شَوَ (Shava) و لیتِل زا (Little Tsar) بازیکن سابق باشگاه فوتبال آرسنال و کاپیتان سابق تیم ملی فوتبال روسیه است.

## زندگی
آندری سرجِویچ آرشاوین در ۲۹ می ۱۹۸۱ در شهر لِنین گِرَد (سن پترزبورگ امروزی) به دنیا آمد. پدر آندری، سرجی آرشاوین، یک بازیکن فوتبالِ بااستعداد آماتور بود.

## تیم باشگاهی

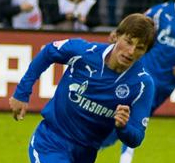
آندری آرشوین، فوتبالیست روسی

او در مدرسه فوتبال اسمنا آموزش دیده‌است. او از سال ۱۹۹۹ تا اوایل ۲۰۰۰ برای تیم دوم باشگاه زنیت بازی کرد. سپس در سال ۲۰۰۰ به تیم اصلی باشگاه منتقل شد.
آرشاوین فوتبال خود را به صورت حرفه‌ای از سال ۲۰۰۰ در تیم فوتبال زنیت سن پترزبورگ آغاز کرد.
او همراه باشگاه زنیت افتخارات متعددی را تا زمان خروجش در سال ۲۰۰۹ بدست آورد. افتخاراتی همچون قهرمانی در لیگ برتر فوتبال روسیه، قهرمانی در جام حذفی روسیه، قهرمانی در سوپر جام فوتبال روسیه، قهرمانی در لیگ اروپا و همچنین قهرمانی در سوپرجام اروپا.
آرشاوین در دوران حضور خودش در تیم فوتبال زنیت سن پترزبورگ توانست ۳۰۸ بازی برای این تیم انجام دهد و ۷۶ گل به ثمر برساند و ۱۰۷ پاس گل بسازد.
آرشاوین در سال ۲۰۰۹ با قراردادی به ارزش ۱۵ میلیون یورو به باشگاه آرسنال پیوست. آندری همچنین در آن زمان گران‌قیمت‌ترین خرید باشگاه آرسنال لقب گرفت. اوج درخشش آرشاوین در بازی مقابل لیورپول بود و او در آن بازی که در آنفلید برگزار می‌شد موفق شد هر ۴ گل آرسنال را به ثمر برساند. او ۲۴ فوریه ۲۰۱۲ به صورت قرضی به باشگاه زنیت سن پترزبورگ بازگشت و در سال ۲۰۱۳ با قرارداد رسمی و دائمی به این تیم منتقل شد و در سال ۲۰۱۵ از این تیم جدا شد و به باشگاه فوتبال کوبان کراسنودار روسیه پیوست و در سال ۲۰۱۶ هم از این تیم جدا شد و به باشگاه فوتبال غیرت قزاقستان پیوست. وی در سال ۲۰۱۸ از دنیای فوتبال خداحافظی کرد.

## تیم ملی
آندری اولین بازی ملی خودش را برای تیم ملی روسیه در تاریخ ۱۷ مه ۲۰۰۲ در مقابل تیم ملی بلاروس انجام داد.

### یورو ۲۰۰۸
او در مسابقات نهایی یورو ۲۰۰۸ در تیم ملی فوتبال کشورش تحت رهبری گاس هیدینک درخشش قابل ملاحظه‌ای داشت.